# CAF Champions League 1998
La CAF Champions League 1998 fu vinta dall'ASEC.

## Qualificazioni

### Turno preliminare
| Squadra 1              | Totale | Squadra 2             | Andata | Ritorno |
| ---------------------- | ------ | --------------------- | ------ | ------- |
| Saint Michel United    | 2-8    | Coffee FC             | 1-0    | 1-8     |
| Rayon Sport            | rit.   | Maniema               | 6-1    | -       |
| Telecom Wanderers      | 4-1    | Defence Force XI      | 3-0    | 1-1     |
| Mbabane Swallows       | 1-6    | Lesotho Defence Force | 1-4    | 0-2     |
| Medlaw Megbi           | 0-2    | Utalii                | 0-1    | 0-1     |
| SS Saint-Louisienne    | 1-3    | Sunrise Flacq United  | 1-2    | 0-1     |
| Club Deportivo Mongomo | rit.   | Munisport             | -      | -       |
| Wallidan FC            | 0-2    | AS Douanes            | 0-0    | 0-2     |
| Mogas 90 FC            | rit.   | East End Lions F.C.   | -      | -       |
| FC Tourbillon          | rit.   | AS Tempête Mocaf      | -      | -       |

### Primo turno
| Squadra 1                          | Totale | Squadra 2                 | Andata | Ritorno |
| ---------------------------------- | ------ | ------------------------- | ------ | ------- |
| Coffee FC                          | 3-3    | Al Ahly                   | 1-1    | 2-2     |
| Rayon Sport                        | 3-3    | Young Africans FC         | 2-2    | 1-1     |
| Telecom Wanderers                  | 2-4    | Dynamos                   | 1-2    | 1-2     |
| Sunrise Flacq United               | 0-4    | Ferroviário Maputo        | 0-4    | 0-0     |
| Kampala City Council Football Club | 1-3    | Power Dynamos             | 0-1    | 1-2     |
| Defence Force XI                   | 4-5    | Manning Rangers           | 3-3    | 1-2     |
| Utalii                             | 4-3    | Al-Merreikh Sporting Club | 4-0    | 0-3     |
| Kamsar                             | 3-5    | Étoile Sportive du Sahel  | 1-2    | 2-3     |
| Club Deportivo Mongomo             | 3-13   | Petro Atlético            | 1-4    | 2-9     |
| Eagle Cement                       | 4-3    | AS Vita Club              | 4-1    | 0-2     |
| Racing Bobo-Dioulasso              | 2-4    | ASEC                      | 1-0    | 1-4     |
| Dynamic Lomé                       | 5-9    | FC 105 Libreville         | 3-3    | 2-6     |
| AS Douanes                         | 2-1    | CS Constantine            | 2-1    | 0-0     |
| Mogas 90 FC                        | 1-6    | Raja Casablanca           | 0-0    | 1-6     |
| FC Tourbillon                      | 1-4    | Cotonsport Garoua         | 0-0    | 1-4     |
| Djoliba AC                         | 0-1    | Hearts of Oak             | 0-0    | 0-1     |

### Secondo turno
| Squadra 1         | Totale | Squadra 2                      | Andata | Ritorno |
| ----------------- | ------ | ------------------------------ | ------ | ------- |
| Coffee FC         | 3-8    | Young Africans FC              | 2-2    | 1-6     |
| Dynamos           | 2-1    | Ferroviário Maputo             | 1-1    | 1-0     |
| Power Dynamos     | 0-4    | Manning Rangers                | 0-2    | 0-2     |
| Utalii            | 1-1    | Étoile Sportive du Sahel (dcr) | 1-0    | 0-1     |
| Petro Atlético    | 0-3    | Eagle Cement                   | 0-1    | 0-2     |
| ASEC              | 4-2    | FC 105 Libreville              | 2-0    | 2-2     |
| AS Douanes        | 1-2    | Raja Casablanca                | 1-0    | 0-2     |
| Cotonsport Garoua | 2-2    | Hearts of Oak                  | 2-1    | 0-1     |

## Fase a gironi

### Gruppo A
| Squadra                     | Pti | G | V | N | P | GF | GS | DR |
| --------------------------- | --- | - | - | - | - | -- | -- | -- |
| 1. Dynamos                  | 10  | 6 | 3 | 1 | 2 | 6  | 3  | 3  |
| 2. Hearts of Oak            | 10  | 6 | 3 | 1 | 2 | 7  | 6  | 1  |
| 3. Étoile Sportive du Sahel | 9   | 6 | 3 | 0 | 3 | 11 | 7  | 4  |
| 4. Eagle Cement             | 6   | 6 | 2 | 0 | 4 | 3  | 11 | -8 |

| 22 agosto 1998    |     |                 |
| Etoile du Sahel   | 2–1 | Hearts of Oak   |
| 23 agosto 1998    |     |                 |
| Dynamos           | 3–0 | Eagle Cement    |
| 5 settembre 1998  |     |                 |
| Eagle Cement      | 2–1 | Etoile du Sahel |
| 6 settembre 1998  |     |                 |
| Hearts of Oak     | 1–1 | Dynamos         |
| 19 settembre 1998 |     |                 |
| Dynamos           | 1–0 | Etoile du Sahel |
| Eagle Cement      | 1–0 | Hearts of Oak   |
| 11 ottobre 1998   |     |                 |
| Etoile du Sahel   | 1–0 | Dynamos         |
| Hearts of Oak     | 1–0 | Eagle Cement    |
| 24 ottobre 1998   |     |                 |
| Eagle Cement      | 0–1 | Dynamos         |
| 25 ottobre 1998   |     |                 |
| Hearts of Oak     | 3–2 | Etoile du Sahel |
| 7 novembre 1998   |     |                 |
| Etoile du Sahel   | 5–0 | Eagle Cement    |
| Dynamos           | 0–1 | Hearts of Oak   |

### Gruppo B
| Squadra              | Pti | G | V | N | P | GF | GS | DR  |
| -------------------- | --- | - | - | - | - | -- | -- | --- |
| 1. ASEC              | 13  | 6 | 4 | 1 | 1 | 10 | 4  | 6   |
| 2. Manning Rangers   | 10  | 6 | 3 | 1 | 2 | 9  | 6  | 3   |
| 3. Raja Casablanca   | 8   | 6 | 2 | 2 | 2 | 12 | 7  | 5   |
| 4. Young Africans FC | 2   | 6 | 0 | 2 | 4 | 5  | 19 | -14 |

| 22 agosto 1998    |     |                 |
| Young Africans FC | 1–1 | Manning Rangers |
| 23 agosto 1998    |     |                 |
| Raja Casablanca   | 0–1 | ASEC            |
| 4 settembre 1998  |     |                 |
| Manning Rangers   | 1–0 | Raja Casablanca |
| 6 settembre 1998  |     |                 |
| ASEC              | 2–1 | Young Africans  |
| 20 settembre 1998 |     |                 |
| Raja Casablanca   | 6–0 | Young Africans  |
| ASEC              | 3–1 | Manning Rangers |
| 9 ottobre 1998    |     |                 |
| Manning Rangers   | 1–0 | ASEC            |
| 10 ottobre 1998   |     |                 |
| Young Africans FC | 3–3 | Raja Casablanca |
| 24 ottobre 1998   |     |                 |
| Manning Rangers   | 4–0 | Young Africans  |
| 25 ottobre 1998   |     |                 |
| ASEC              | 1–1 | Raja Casablanca |
| 8 novembre 1998   |     |                 |
| Young Africans FC | 0–3 | ASEC            |
| Raja Casablanca   | 2–1 | Manning Rangers |

## Finale
| Squadra 1 | Totale | Squadra 2 | Andata | Ritorno |
| --------- | ------ | --------- | ------ | ------- |
| Dynamos   | 2-4    | ASEC      | 0-0    | 2-4     |